# Ángeles Casafont Vilar
Ángeles Casafont Vilar (Berga, 19 de mayo de 1957), también aparece como Maria Àngels Casafont Vilar, es una exjugadora de balonmano que jugó en el Rancho Castelldefels y la selección española.

## Trayectoria
Su carrera comenzó en el Club Handbol Berga, donde empezó a competir a la edad de once años. Con su club de formación ganó un Campeonato de España en la categoría juvenil.
En su carrera en clubes, Casafont jugó para el Balonmano Penya Barcelonista Martorell y para el Club Rancho Castelldefels (que luego pasaría a llamarse Handbol Catafels y, finalmente, Handbol Castelldefels) y, durante su trayectoria en este equipo, logró ascender a la máxima categoría del balonmano español, la División de Honor, en la temporada 1977-78.
En la temporada 1979-80, su equipo ganó la primera edición de la Copa de la Reina, y fue subcampeona de la Liga en esa misma temporada y en la 1980-81. 
Casafont se retiró como jugadora profesional en la temporada 1988/89, pero permaneció en el club como entrenadora y dirigente.

### Selección española
A nivel internacional, Casafont disputó un total de 57 partidos con la selección española de balonmano entre 1979 y 1988. Representó a España en los Juegos del Mediterráneo celebrados en Split, Yugoslavia, así como en tres campeonatos mundiales B (en Berlín, Polonia y Dinamarca). 
Compartió en 1982 la selección comandada por César Argilés, donde coincidió con las balonmanistas más destacadas de la época: Vicenta Cano, Sagrario Santana, Concha Pinedo o Lidia Pena.

## Vida
Casafont se licenció en Educación Física y Deportes y obtuvo un máster en balonmano por el INEF de Barcelona en 1982. Fue jefa de los servicios de Deportes de Sardañola del Vallés.
En 2004, Casafont formó parte del equipo de veteranas de Handbol Castelldefels, con el que continuó jugando durante varios años, alcanzando el campeonato de Cataluña en más de cinco ocasiones. Además de su actividad en balonmano, desde 2002 se ha destacado en el atletismo, participando en carreras de montaña y medias maratones, pero siempre conectada con el mundo balonmano.
En 2007, recibió el premio Berguedans a Europa en el mundo del deporte, un reconocimiento otorgado por el Ayuntamiento de Berga a su destacada trayectoria deportiva y su contribución al deporte en la región.

## Trofeos y galardones

### Títulos
- 1 x Campeonato de Cataluña Femenina (1977/78)
- 1 x Copa de la Reina (1979/80)
- 1 x  Medalla de plata en los Juegos Mediterráneos (Split 1979)[11]

### Galardones y reconocimientos individuales
- Berguedans a Europa (2007)[12]